# Hemsleya pengxianensis
Hemsleya pengxianensis là một loài thực vật có hoa trong họ Cucurbitaceae. Loài này được W.J. Chang mô tả khoa học đầu tiên năm 1979.